# Graciella Mouranbou
Graciella Mouranbou, née le 5 décembre 1987, est une taekwondoïste gabonaise.

## Carrière
Graciella Mouranbou est médaillée d'argent dans la catégorie des plus de 73 kg aux Championnats d'Afrique de taekwondo 2009 à Yaoundé.
Elle est médaillée de bronze dans la catégorie des plus de 72 kg aux Jeux africains de 2007 à Boumerdès.